# 森圭介
森 圭介（もり けいすけ、1978年（昭和53年）11月20日 - ）は、日本テレビのエグゼクティブアナウンサー。

## 略歴
- 東京学芸大学教育学部附属高等学校、一橋大学社会学部卒業後、2001年入社。 同期入社のアナウンサーは阿部哲子（現・フリー）、杉上佐智枝、西尾由佳理（現・フリー）。
- 2004年1月1日に、先輩アナウンサーの魚住りえと結婚したが、多忙による生活のすれ違いから2005年5月に離婚[3]。
- 2013年10月24日放送の『スッキリ!!』で再婚したことを発表した[3]。2児の父。

## 人物
- 身長167.7cm。
- ニックネームは「モリスケ」。初対面の人にも「モリスケ」と言われることがある。中学時代は「もっくん」一部の友人は「パッキー」と呼んでいた。[1]。
- Instagramは日本の民間のテレビ局に勤める全男性アナウンサーの中でフォロワーが最も多い（全男性アナウンサー（フリー含む）では、3番目[4]）。中でもストーリーズで開催しているお悩み相談「スナック森介」では語彙力とユーモアに富んだ回答が好評で、フォロワーからは「圭介ママ」と呼ばれている。1回につき50000件ほどの質問が来るそうだが、本人曰く「全て読んでいる」という[5][6][7]。
- 2019年の「好きな男性アナウンサーランキング」で初登場9位[8]。
- 音楽好きであり、ナンバーガール、チャットモンチー、くるり、ハナレグミ、YUKI、銀杏BOYZ、サニーデイ・サービス、小沢健二、星野源、Blankey Jet City、ももいろクローバーZなど多岐にわたる。洋楽ではテイラー・スウィフト、エド・シーラン、ジェイソン・ムラーズ、ジャック・ジョンソンのファンで、共演も果たしている。
- チャットモンチーのファンを公言し、本人からのオファーを受け、局の垣根を越えスペースシャワーTVで対談を行なっている[9]。
- 星野源のファンでもあり、星野が声優を務めた映画の舞台挨拶で司会を務めた際、「大好きです！」と星野に愛を伝えた森に対し、星野も森に「僕も大好きです！」返し、相思相愛ぶりを披露した[10]。
- ナンバーガ－ルのファンでもあり、森が出演しているTV番組スッキリで本人と共演し、彼らの生演奏に号泣するほど感動した。[11]。
- 趣味特技はギター、ベース、ドラム、イラスト、カメラ[12]。
- 水卜麻美を中心とした「みとみょん」という日本テレビアナウンサーのバンドをプライベートで組んでいる[13][14]。
- 2004年、福澤朗を中心に劇団「福沢一座」を結成。演劇集団キャラメルボックスの協力で上演した。
  - 進め!ニホンゴ警備隊（2004年1月28日 - 2月1日、新宿・シアターアプル。日テレ開局50年記念事業）
  - Dr.TV 汐留テレビ緊急救命室（2005年1月25日 - 1月30日、池袋・サンシャイン劇場）
- 2006年「エアギター国内最終予選」に取材という体で出場したにもかかわらず優勝（名義は「ロッド森」）。サマーソニックで行われた「ジャパンファイナル」で7位入賞。
- 2008年、アナウンサー落語という番組の企画で大銀座落語祭において落語を披露。20分を超える演目「片棒」でトリを務めた[15]。
- 2014年、青木源太、藤田大介とともに日本テレビ男子アナウンサーユニット「アナサー男子三人衆」を結成。ヒャダインこと前山田健一プロデュース「俺たちの『理不尽』（プライド）」でCDデビュー[16]。
- 学生時代は劇団に所属。入社試験の時は長髪で、今でも当時の映像を使用される時がある。
- 涙もろい。小沢健二や峯田和伸、ナンバーガールがスタジオでライブをした際、本番中にもかかわらず涙を流している[17][18]。また青木源太アナがスッキリを卒業した際にも号泣[19]。2018年5月23日にはスッキリに出演した長渕剛の「青春」のパフォーマンスに大粒の涙を流した[20]。この曲は長渕がTOKIOに提供したもので、特定のメンバーへのメッセージと思われる歌詞に、この日限りで変更された。
- おっちょこちょいな性格。スッキリの生放送でジャケットを忘れ出演者にいじられたこともある[21]。ドッキリ企画では仕掛ける側にもかかわらず、仕掛けられた人よりも驚くという怖がりな一面もある[22]。

## 出演
太字は出演中

### テレビ（日本テレビアナウンサー）
- プロレスリング・ノア中継（実況）
- スポーツ中継
- ワーズハウスへようこそ（ナレーション）
- 東京箱根間往復大学駅伝競走
  - 81回大会：小涌園前実況
  - 82回大会：3号車実況
  - 83回大会：平塚中継所実況
  - 84回大会：戸塚中継所実況
  - 85回大会：鶴見中継所実況
  - 86回大会：バイク実況
  - 87回大会：鶴見中継所実況
  - 88回大会：バイク実況
  - 89回大会：バイク実況
  - 90回大会：3号車実況
  - 91回大会：戸塚中継所実況
  - 92回大会：3号車実況
  - 93回大会：3号車実況
  - 94回大会：3号車実況
  - 95回大会：2号車実況
  - 96回大会：4号車実況
  - 97回大会：スタート・フィニッシュ実況
  - 98回大会：スタート・フィニッシュ実況
  - 99回大会：2号車実況
- ニュース朝いち430（2001年10月1日 - 2002年3月29日） - サブキャスター
- NNNニュースプラス1（藤井貴彦、近野宏明の不在時に不定期で担当）
- 新どっちの料理ショー（読売テレビ制作、2006年1月 - 2012年4月19日） - 2代目関口厨房担当
- NNN Newsリアルタイム（2006年4月3日 - 2007年9月25日）- 月・火曜エンタメキャスター
- スッキリ
  - コーナー担当（2006年4月 - 2011年3月）
  - 全曜出演キャスター（2011年4月1日 - 2015年3月27日）
  - 情報キャスター（2015年3月30日 - 2021年3月26日）
  - サブ司会（2021年3月29日 - 2023年3月31日）
- ズームイン!!SUPER（2009年3月30日 - 2011年3月31日） - エンタメキャスター
- ズームイン!!サタデー（2011年4月2日 - 2012年9月29日） - スポーツキャスター
- BE:FIRST TV（ナレーション）
- 汐留スタイル!（木曜日）
- くちコミ☆ジョニー!（木曜日）
- アナ☆パラ（水曜日）
- NNNニューススポット（キャスター）
- おもいッきりイイ!!テレビ（アンタ邪魔だよッ!（－－〆）ランチいきなり中継）
- 弟子っちょピカ丸（ナレーション）
- イブニングプレス Donna（木曜日）
- 金曜ロードショー（ナレーション）
  - まもなく!金曜ロードショー（進行役）
- 汐留☆イベント部（ナレーション）
- 24時間テレビ 「愛は地球を救う」（『24時間駅伝』実況）
- 虹の架け橋[23]
- 天才!志村どうぶつ園（ナレーション）
- ヒルナンデス!（ナレーション）
- news every.サタデー（菅谷大介の不在時に不定期で担当）
- ZIP!（2023年4月3日 - 2024年3月21日） - 月 - 木曜解説キャスター
- 行列のできる相談所（ドッキリ企画進行）
- 実況!ニジプロ2（2023年10月 - ） - ニジプロキャスター
- news every.（2024年3月25日 - ） - メインキャスター

### 音楽
- 「俺たちの『理不尽』」 - アナサー男子三人衆

### 映画・ドラマ
- 探偵家族（2002年）
- 妖怪大戦争（2005年）
- サマーウォーズ[24]（2009年） - コメンテーター 役
- S.W.A.T.（2009年） - テレビ吹替版
- 逆転裁判（2011年） - リポーター 役
- 特別ドキュメンタリードラマ・3.11 その日、石巻で何が起きたのか〜6枚の壁新聞（2012年3月6日） - 東松島市役所職員 役
- ツナグ（2012年）
- ST 赤と白の捜査ファイル[25]（2015年） - リポーター 役
- それいけ!アンパンマン ミージャと魔法のランプ（2015年） - ランプの精霊B 役
- ジュラシック・ワールド[26]（2017年） - テレビ吹替版

### 舞台
- 進め!ニホンゴ警備隊（2004年1月28日 - 2月1日、新宿・シアターアプル。日テレ開局50年記念事業） - 阿部哲子、TAJIKARA（藤井恒久、菅谷大介、森圭介）、森富美、BORA（古市幸子、馬場典子、延友陽子）が参加
- Dr.TV 汐留テレビ緊急救命室（2005年1月25日 - 1月30日、池袋・サンシャイン劇場） - 3人の「森アナ」（森富美、森圭介、森麻季）の中で、その日の芝居の出来によって替わる本物の「森アナ」が誰かを決める